# Ø (film fra 1973)
 For alternative betydninger, se Ø (flertydig). (Se også artikler, som begynder med Ø)
Ø er en dansk kortfilm fra 1973 instrueret af Anne Clavering efter eget manuskript.

## Medvirkende
- Jørgen Kiil
- Jens Okking